# Arvernoceros ardei
Arvernoceros ardei és una espècie extinta de mamífer artiodàctil de la família dels cèrvids que visqué a Europa des del Pliocè superior fins al Plistocè superior, fa entre 12.000 i 3,2 milions d'anys. Se n'han trobat restes fòssils a Espanya, França, Polònia i Romania. Es tracta de l'única espècie del gènere Arvernoceros. Era un cérvol gros, tot i que no tant com altres megacerinis. La seva aparició està associada al canvi climàtic del Vil·lanyià. Hi ha qui considera Arvernoceros un sinònim o, si més no, un subgènere del gènere vivent Rucervus.